# Гриценко, Елена Владимировна
Елена Владимировна Гриценко (род. 17 ноября 1960, Иркутск) — юрист, специалист по конституционному, административному, муниципальному праву и сравнительному правоведению; профессор и заведующая кафедрой конституционного и административного права Байкальского государственного университета экономики и права (2002), профессор кафедры конституционного права Санкт-Петербургского государственного университета.

## Биография
Высшее юридическое образование получила в 1982 году в Иркутском государственном университете им. А. А. Жданова (диплом с отличием по специальности «правоведение»). В 1986 г. по окончании очной аспирантуры Ленинградского государственного университета им. А. А. Жданова защитила кандидатскую диссертацию на тему «Координационные полномочия местных народных представительств ГДР (сравнительно-правовое исследование)» по специальности 12.00.02 — государственное право и управление (научный руководитель — профессор Б. И. Кожохин). В 2002 г. в Санкт-Петербургском государственном университете защитила докторскую диссертацию по специальности 12.00.02 — конституционное и муниципальное право на тему «Местное самоуправление и государство в условиях федерализма: сравнительно-правовое исследование на примере Германии и России».
Работает преподавателем высшей школы с 1987 года. С 2003 замещает должность профессора в Санкт-Петербургском государственном университете. Под её руководством было защищено 11 кандидатских и 1 докторская диссертации.
Имеет опыт государственной службы: с 1994 г. по 2002 г. являлась заведующей отделом публичного права Государственного института регионального законодательства Администрации Иркутской области; в 2004—2005 гг. замещала должность советника заместителя председателя Уставного суда Санкт-Петербурга.
Являлась стипендиатом Германской службы академических обменов (DAAD), Фонда им. Конрада Аденауэра (KAS), Фонда научных исследований Парламента Берлина (Studienstiftung des Abgeordnetenhauses zu Berlin). Неоднократно привлекалась в качестве эксперта к работе по проектам TACIS, GTZ (GIZ), DAAD.
Владеет немецким языком свободно, английским языком в объёме уровня B2 (FCE-Examination).

## Преподавательская деятельность
Преподаваемые дисциплины (сегодня в СПбГУ): основы конституционного права (бакалавриат), муниципальное право России (бакалавриат), защита публичных прав в конституционном судопроизводстве в зарубежных юрисдикциях (магистратура), актуальные проблемы публичного права (аспирантура).
Гостевые лекции в Университетах и Институтах — Университет Пассау (Германия), Университет Регенсбург (Германия), Университет Бремен (Германия), Сибирский федеральный университет (Красноярск, Россия), Народный университет Китая (Renmin University of China, Пекин, КНР), Юридический институт Университета Чжэнчжоу (Чжэнчжоу, КНР), Институт экологического пространственного развития им. Лейбница (Leibniz-Institut für ökologische Raumentwicklung, Дрезден, Германия).

## Научная деятельность и публикации
Елена Гриценко является автором и соавтором более 200 научных публикаций, включая несколько монографий и учебных пособий.
Индекс Хирша РИНЦ — 19, Scopus ID 56409733700, h-index WoS 1, h-index Scopus 1
Специализация: государственное управление и местное самоуправление в сравнительной перспективе — Россия, Германия, страны Евросоюза, Восточной Европы и СНГ; публично- частное партнёрство; сравнительное конституционное право и конституционный процесс; административная юстиция.
- Гриценко Е. В. «Местное самоуправление в системе публичного управления федеративного государства: значение опыта ФРГ для России» (Иркутск, 2001)
- Гриценко Е. В. Муниципальное право Российской Федерации : Учеб.-метод. пособие / Гриценко Е. В.; М-во образования Рос. Федерации. Иркут. гос. экон. акад. — Иркутск : Изд-во ИГЭА, 2002. — 81, [1] с.; 22 см; ISBN 5-7253-0650-X
- Гриценко Е. В. Публичные услуги: правовое регулирование (российский и зарубежный опыт) : сборник статей / под общ. ред. Е. В. Гриценко, Н. А. Шевелевой . — Москва : Волтерс Клувер, 2007. — 245 с.; 21 см; ISBN 978-5-466-00251-5
- Гриценко Е. В. Договор в публичном праве : сборник научных статей / под ред. Е. В. Гриценко, Е. Г. Бабелюк. — Москва : Волтерс Клувер, 2009. — VIII, 268 с.; 21 см; ISBN 978-5-466-00360-4 .
- Гриценко Е. В. Административные процедуры в экономике: проблемы совершенствования правового регулирования : [монография] / [С. В. Васильева и др.]; под ред. Е. В. Гриценко, О. А. Ногиной. — Санкт-Петербург : Издательский дом Санкт-Петербургского гос. ун-та, 2010. — 369 с. : ил., табл.; 22 см; ISBN 978-5-91661-018-5 .
- Гриценко Е. В. Административные процедуры организации оказания услуг в странах Европейского союза: Проблемы имплементации Директивы об услугах в национальном праве (на примере Германии) // Известия высших учебных заведений. Правоведение. 2009. № 3. С. 133—153.
- Гриценко Е. В. Соотношение конституционно защищаемых ценностей и международных принципов и норм в области прав человека: проблема поиска баланса при осуществлении судебного конституционного контроля в Российской Федерации // Конституция Российской Федерации: доктрина и практика: Материалы научно-практической конференции, посвященной 15-летию Конституции РФ / Под ред. В. Д. Зорькина. М.: Норма, 2009. С.148-165.
- Wollmann H., Gritsenko E. Loсal self-government in Russia: between decentralization and recentralization, in: Federalism and local politics in Russia, «BASEES/Routledge series on Russian and East European studies» ed. by Cameron Ross a. Adrian Campbell.London, 2009. С. 227—247.
- Гриценко Е. В. Разграничение и передача полномочий в системе публично-властных отношений // Сравнительное конституционное обозрение. 2009. № 2. С. 72-91.
- Гриценко Е. В. Пределы конституционно-судебного нормотворчества // Сравнительное конституционное обозрение. 2011. № 5. С. 107—130.
- Гриценко Е. В. Европейская доктрина надлежащего публичного управления и перспективы её восприятия в российском праве // Сравнительное конституционное обозрение. 2013. № 2. С. 115—128.
- Гриценко Е. В. Конституционные основы и правовые формы привлечения частных субъектов к решению муниципальных задач в России в сравнительной перспективе // Закон. 2013. № 2. С. 113—128.
- Гриценко Е. В. Публично-частное партнёрство в муниципальной сфере: германский и российский опыт / Под ред. Е. В. Гриценко, Г.Манссена, А.Химмельрайх. М.: Infotropic Media, 2014. 456 с.
- Гриценко Е. В. Городские агломерации: в поисках оптимальной модели территориальной организации (сравнительно-правовой анализ) // Конституционное и муниципальное право. 2014. № 10. С. 28-36.
- Гриценко Е. В. Местное самоуправление в фокусе решений Конституционного Суда России: новое в материально-правовых и процессуальных подходах // Сравнительное конституционное обозрение. 2016. № 5 (114). С. 43-71.
- Гриценко Е. В. Доступ к защите субъективных прав в рамках административного судопроизводства в России в контексте универсальных стандартов доступа к правосудию // Журнал конституционного правосудия. 2017. № 6 (60). С. 13-21.
- Гриценко Е. В. Федеративная государственность России и Германии в зеркале конституционно-судебного правоприменения: значение немецкого опыта для российской практики // Правоприменение. 2019. Т. 3. № 3. С. 21-43.
- Гриценко Е. В., Вилл Р. Доступ к конституционному правосудию в России и Германии // Сравнительное конституционное обозрение. 2019. № 2(129). С. 51-78.
- Гриценко Е. В., Хайнтцен М. Доступ к судебной защите в России и Германии // Вестник Санкт-Петербургского университета. Право. 2019. № 4. С.733-755.
- Гриценко Е. В., Ялунер Ю. А. Право на судебную защиту и доступ к суду в условиях информатизации и цифровизации: значение опыта стран общего права для России // Сравнительное конституционное обозрение. № 3 (136). С.97-129.
- Гриценко Е. В. Обеспечение основных гарантий избирательных прав в условиях информатизации избирательного процесса // Конституционное и муниципальное право. 2020. № 5. С.41-49.
- Гриценко Е. В., Курындин П. А. Цифровизация контрольно-надзорной деятельности: опыт России и Франции // Правоприменение. 2020. № 4(3). С. 25-45.
- Гриценко Е. В. Федерализм и местное самоуправление в свете российской конституционной реформы 2020 // Сравнительное конституционное обозрение. 2020. № 4 (137). С. 80-97.
- Gritsenko Elena, Gleichheit und traditionelle russische Werte am Beispiel der Rechtsprechung des russischen Verfassungsgerichts // Gleichheit als kulturelles Phänomen: Ergebnisse der 37. Tagung der Gesellschaft für Rechtsvergleichung vom 19. bis 21.September 2019 in Greifswald / Uwe Kischel (Hrsg.): Rechtsvergleichung und Rechtsvereinheitlichung; Bd. 71. Tübingen: Mohr Siebeck, 2020. S. 63-97.
- Gritsenko Elena, Föderalismus und örtliche Selbstverwaltung im Lichte der russischen Verfassungsreform 2020 // Die Reform der russischen Verfassung / Hrsg. Rainer Wedde: Schriftenreihe der Deutsch-Russischen Juristenvereinigung e.V., Bd.-Nr. 3. Berlin: Berliner Wissenschaftsverlag, 2020. S.103-122.

Подробнее: https://pureportal.spbu.ru/en/persons/елена-владимировна-гриценко, Авторский профиль в РИНЦ: https://elibrary.ru/author_profile.asp?authorid=626585; авторский профиль в WoS и Scopus: https://publons.com/researcher/2593443/elena-gritsenko/; https://www.scopus.com/authid/detail.uri?authorId=56409733700, https://orcid.org/0000-0001-5602-1693

## Участие в грантах
- Доступ к судебной защите субъективных публичных прав: пределы, социальная поддержка и перспективы развития в условиях электронного правосудия, грант РФФИ № 16-03-00465-ОГН, руководитель, 2016—2018 гг.
- Правовое регулирование административных процедур в публичном управлении, грант СПбГУ 14.0.242.2008, соисполнитель, 2008—2009 гг.;
- Теоретико-правовые основы организации публичной власти в городах-мегаполисах (сравнительно-правовое исследование), грант СПбГУ 14.0.250.2008, руководитель, 2008—2010 гг.;
- Правовой статус многофункционального центра предоставления государственных и муниципальных услуг (МФЦ) в России и европейский опыт организации «службы единого окна», Грант СПбГУ 14.38.1868.2011, руководитель, 2011—2012 гг.;
- Специальные территории инновационного развития: зарубежный опыт и перспективы внедрения в России, грант СПбГУ 14.38.173.2011, руководитель, 2011—2013 гг.;
- Разработка концепции правового регулирования публично-частного партнёрства для России и государств — участников Содружества Независимых Государств, грант СПбГУ 14.38.678.2013, соисполнитель, 2013—2014 гг.;
- Совершенствование правового регулирования государственно-частного партнёрства в научной сфере и сфере образования, грант СПбГУ 14.39.899.2017, соисполнитель, 2017 г.;
- Подготовка научно — практического комментария к Федеральному закону «Об образовании в Российской Федерации», грант СПбГУ 14.39.900.2017, соисполнитель, 2017 г.

## Общественная, экспертная деятельность (членство в комитетах, общественных организациях, редакционных коллегиях, советах)
- член Научно-консультативного совета при Верховном Суде РФ (с 2017 г. по н.вр.),
- член Совета по развитию местного самоуправления при Губернаторе Ленинградской области (с 2014 г. по н.вр.),
- Член Редакционного совета журнала «Сравнительное конституционное обозрение»
- Член Редакционного совета журнала «Академический юридический журнал»
- Член Редакционной коллегии научно-практического рецензируемого журнала «Правоприменение»
- Член Международной ассоциации конституционного права (International Association of Constitutional Law — IACL),
- Член Ассоциации европейского конституционного права (European Constitutional Law Network — ECLN),
- Член Европейского клуба экспертов местного самоуправления
- Член Межрегиональной ассоциации конституционалистов
- Член Ассоциации юристов Санкт-Петербурга и Ленинградской области

## Награды, почетные звания
- Благодарность Губернатора Ленинградской области (распоряжение от 12 декабря 2016 года № 913-рг)
- Российско-германская юридическая премия 2015 (учредители Российско-германский юридический институт и Германо-российская ассоциация юристов)
- Благодарности Ректора СПбГУ (2006 г., 2015 г.)
- Почетная грамота Министерства образования и науки РФ (2014)